# Un-Break My Heart
Singles de Toni Braxton
You're Makin' Me High/Let It Flow
(1996) I Don't Want To/I Love Me Some Him
(1997)
Pistes de Secrets
There's No Me Without You Talking in His Sleep
Un-Break My Heart est une chanson de l'artiste américaine Toni Braxton, issue de son second album, Secrets et sortie en single le 10 juillet 1996 sous le label LaFace Records. Cette ballade R&B est écrite par Diane Warren. Braxton exprime une antipathie pour la chanson mais Clive Davis réussit à la convaincre de l'enregistrer et de la mettre sur l'album. Les paroles font allusion « à une rupture foudroyante » dans laquelle Braxton supplie son amoureux de revenir pour réparer la peine qu'il a causée. La chanson gagne le Grammy Award de la meilleure performance vocale pop féminine en 1997.
Un-Break My Heart rencontre un succès mondial. Aux États-Unis, la chanson devient numéro un du Billboard Hot 100 et y reste onze semaines. Elle atteint la même position dans le Hot Dance Club Songs et Hot Adult Contemporary Tracks. En Europe, elle atteint le top 5 dans plus de dix pays et est numéro un en Autriche, Belgique (Wallonie), Suède et Suisse. Bille Woodruff réalise le clip. On y voit Braxton pleurer la mort de son amoureux tout en se remémorant des bons moments passés avec lui. Braxton interprète la chanson lors des Billboard Music Awards de 1997. Un-Break My Heart a été reprise par le groupe Weezer et plusieurs autres artistes. La chanson apparaît dans le film de Disney et BBC, Saving Mr. Banks en 2013.

## Genèse
Un-Break My Heart est une chanson écrite par Diane Warren en 1995. Quand on lui demande comment elle écrit ses chansons, elle répond que ses chansons viennent d'un titre, d'un refrain ou d'un rythme. Un-Break My Heart est conçue à partir de son titre, et, selon Warren, « Il restait dans ma tête, et je me suis dit : « Je ne pense pas l'avoir déjà entendu, c'est intéressant ». J'ai commencé à jouer du piano avec ces accords et j'ai changé la tonalité et là j'ai su, « OK c'est magique » ». Warren explique qu'elle écrit Un-Break My Heart en ballade et chanson dance parce que c'était comme cela qu'elle l'entendait. Elle dit aussi que « certaines personnes ne la connaissent que comme une chanson dance gay ».
Quand Warren montre la chanson à Clive Davis, président d'Arista Records, il pense que la chanson pourrait servir au futur album de Braxton. Quand Braxton entend Un-Break My Heart, elle exprime une antipathie envers elle. Selon Warren : « Toni détestait la chanson. Elle ne voulait pas la faire ». Davis réussit à convaincre Braxton de l'enregistrer et elle devient plus tard sa chanson phare. Après les sessions d'enregistrement de la chanson, Braxton approche Warren et lui explique pourquoi elle était sceptique quant à l'enregistrer, expliquant qu'elle ne voulait pas d'autre « piste lamentative ». L'enregistrement se déroule aux Record Plant Studios et Chartmarker Studios à Los Angeles la même année. Un-Break My Heart sort le 10 juillet 1996 sous LaFace Records comme deuxième single de l'album Secrets.

## Structure musicale
Produite par David Foster, Un-Break My Heart est une ballade R&B qui dure quatre minutes et vingt secondes,,. Les paroles évoquent « une rupture foudroyante » dans laquelle Braxton supplie son amoureux de revenir réparer la peine qu'il a causée. Selon la partition publiée par Musicnotes.com, Un-Break My Heart est composée dans la tonalité de Si mineur et a une mesure en 4/4 avec un tempo lent de 55 pulsations par minute. La voix de Braxton s'étend entre les notes Ré2 à Ré4. David Willoughby, auteur de The World of Music dit que quelques phrases comme « Don't leave me in all this pain » révèlent « la tristesse et la nostalgie » de cette chanson.
La chanson a été remixée par plusieurs DJs comme Hex Hector et Soul Solution. Jose F. Promis d'AllMusic remarque que la chanson est « dans sa forme originale, avec beaucoup d'adulte contemporain et de pop, et, avec un refrain épique, marchent aussi bien qu'une piste dance interminable même si la voix n'a jamais été ré-enregistrée ». Le remix Soul-Hex Vocal Anthem, qui dure environ neuf minutes, est influencée par la musique Tribal house ; alors que le remix Classic Radio Mix est influencée par la house. Une version espagnole de Un-Break My Heart, intitulée Regresa a Mi est une piste bonus de Secrets. Laura McKee de musicOMH trouve cette version « facilement écoutable » qui « résume la passion et le sens de l'originale mais l'ouvre à un public plus large ».

## Accueil

### Critique
Charles Aaron de Spin donne un avis positif et dit : « C'est délicatement conçu, une chanson d'amour qui est diffusée dans les rayons de mon épicerie la plus proche depuis maintenant un an, mais j'aurais juste aimé aller au studio et dire que si jamais ça se termine, j'aurai vraiment le cœur brisé ». Bob McCan, auteur de Encyclopedia of African American actresses in film and television la considère comme « l'un des disques R&B les plus envoûtantes », alors que Robert Christgau la trouve « miraculeuse » et explique « le miracle est de Diane Warren et vous voulez l'écouter encore et encore ». Mark Edward Nero d'About.com la considère comme l'une des meilleures chansons de R&B sur la rupture et comme le « meilleur moment » de Braxton. Il commente : « Cette chanson est si triste qu'elle pourrait faire pleurer les gens pendant des heures ». En 1997, Un-Break My Heart remporte le Grammy Award de la meilleure performance vocale pop féminine.
Dans sa critique de l'album, Stephen Thomas Erlewine d'AllMusic dit que les chansons de David Foster sont trop prévisibles à cause de leur « appel commercial sophistiqué ». Cependant, Erlewine remarque que Braxton « arrive à mettre de la vie et de la passion dans ses chansons qui les élèvent au-delà de leurs limites génériques » grâce à son habileté vocale. Ken Tucker d'Entertainment Weekly considère la piste comme « un mélodrame tellement grandiose mais tellement intrisèque, assurément tubesque, c'est une sorte d'appel de masse désagréable qui pourrait probablement envoyer une Diana Ross jalouse dans un réconfort Häagen-Dazs ». Tucker trouve aussi que c'est la piste piste de Secrets et déclare que Un-Break My Heart est « l'un de ces extraordinaires couplets qui n'existent que par un gros refrain qui font allusion à de l'émotion sans jamais les incarner. Braxton fait de son mieux pour mettre un peu de vie dans cette chanson sans en profiter ». J.D. Considine de The Baltimore Sun trouve Un-Break My Heart exagérée.

### Commercial
Aux États-Unis, Un-Break My Heart est numéro un pendant onze semaines : du 7 décembre 1996 au 15 février 1997 et reste à cette même position dans le Hot Adult Contemporary Tracks pendant quatorze semaines,. Elle est certifiée disque de platine par la Recording Industry Association of America (RIAA) pour la vente d'un million d'exemplaires dans le pays. Un-Break My Heart rencontre un succès mondial, arrivant numéro un en Autriche, Wallonie, Europe, Suède et Suisse tout en atteignant le top 5 de la plupart des pays européens,,,,,,. Le 4 novembre 1996, la chanson débute à la quatrième place du UK Singles Chart et est numéro deux au bout de sept semaines,. Elle est certifiée disque de platine par la British Phonographic Industry (BPI) pour la vente de 600 000 exemplaires. En Australie, la chanson arrive sixième et est certifiée disque de platine par l'Australian Recording Industry Association (ARIA) pour la vente de 70 000 exemplaires.

## Promotion

### Clip
LaFace Records commande un clip qui sera réalisé par Bille Woodruff. Le concept se base sur la fin de relation fictive entre Braxton et le top model Tyson Beckford. La vidéo commence lorsque Beckford quitte la maison. Braxton l'embrasse et va vérifier sa boîte aux lettres. Alors qu'il quitte le garage, une voiture arrive à toute vitesse et provoque un accident. Braxton court et pleure sur son corps allongé. Elle retourne dans la maison et se rappelle les bons moments passés avec lui comme nager dans la piscine ou jouer au Twister. Lors du dernier refrain, on voit Braxton chanter sur une scène. Alors qu'on l'applaudit, l'écran devient noir. Le clip est diffusé pour la première fois sur MTV le 10 septembre 1996.

### Interprétations scéniques et reprises
Braxton interprète Un-Break My Heart durant la cérémonie d'ouverture des Billboard Music Awards en 1997. Lors de cette prestation, elle porte un ensemble similaire à ceux des productions théâtrales de Ziegfeld Follies. Elle l'interprète également à la fin de sa tournée Libra Tour en 2006.
Le saxophoniste Marion Meadows reprend la chanson dans son album Pleasure en 1997 tandis que la chanteuse philippine Nina Girado enregistre sa propre version en 2008 dans l'album Nina Sings the Hits of Diane Warren. Le groupe italien Il Divo reprend la version espagnole et reçoivent de bonnes critiques qui disent que la reprise « a le potentiel de devenir un tube et d'ouvrir des portes pour les stars de l'opéra les plus acclamées ». Le groupe américain Weezer reprend la chanson en 2005. Leur version apparaît sur l'album Death to False Metal en 2010. Le chanteur Rivers Cuomo explique pourquoi le groupe reprend cette chanson :
« J'adore cette chanson. C'était aussi une suggestion de Rick Rubin. Nous aimons tous les deux cette chanson et nous pensions qu'elle pourrait être parfaite pour Weezer, et pour ma voix, et cela a été génial de faire une version rock avec une esthétique alternative. Et vous savez, juste une façon dont je l'aurai chanté par rapport à la façon dont Braxton l'aurait chantée. Et j'adore la forme que ça a pris, et je pense que le reste du groupe ne l'aimait pas et c'est probablement pour ça qu'elle n'a pas été sur le cinquième disque en 2005 quand nous l'avons enregistrée. »
Notons qu'il existe une adaptation en français (texte d'Eddy Marnay) interprétée par Mireille Mathieu :"Reste avec moi". Prévu initialement pour figurer sur un mini-CD, le projet avortera mais la chanson figurera sur le Best Of de l'artiste "Son grand Numéro" sorti fin 1998.
En 2020, la chanson a été reprise par Jonny Beauchamp dans le troisième épisode de la première saison de la série télévisée Katy Keene.

## Versions
| CD single 1. Un-Break My Heart (Album Version) – 4:30 2. Un-Break My Heart (Spanish Version) – 4:32 Maxi-single américain 1. Un-Break My Heart (Album Version) – 4:30 2. Un-Break My Heart (Soul-Hex Anthem Vocal) – 9:36 3. Un-Break My Heart (Classic Radio Mix) – 4:26 4. Un-Break My Heart (Album Instrumental) – 4:44 Vinyl 45 tours américain A1. Un-Break My Heart (Soul-Hex Anthem Vocal) – 9:38 A2. Un-Break My Heart (Soul-Hex No Sleep Beats) – 3:56 A3. Un-Break My Heart (Acappella) – 3:50 B1. Un-Break My Heart (Frankie Knuckles - Franktidrama Club Mix) – 8:40 B2. Un-Break My Heart (Frankie Knuckles - Classic Radio Mix) – 4:26 CD single européen 1. Un-Break My Heart (Album Version) – 4:30 2. You're Makin' Me High (Radio Edit) – 4:07 | CD single britannique 1. Un-Break My Heart (Album Version) – 4:30 2. You're Makin' Me High (Norfside Remix) – 4:19 3. How Many Ways (R. Kelly Remix) – 5:46 4. Un-Break My Heart (Spanish Version) – 4:32 Maxi-single européen 1. Un-Break My Heart (Album Version) – 4:30 2. Un-Break My Heart (Frankie Knuckles Radio Mix) – 4:29 3. Un-Break My Heart (Frankie Knuckles Franktidrama Mix) – 8:38 4. Un-Break My Heart (Soul-Hex Anthem Vocal) – 9:36 5. Un-Break My Heart (Soul-Hex No Sleep Beats) – 3:56 Maxi-single australien 1. Un-Break My Heart (Album Version) – 4:30 2. You're Makin' Me High (Norfside Remix) – 4:19 3. How Many Ways (R. Kelly Remix) – 5:46 4. Un-Break My Heart (Classic Radio Mix) – 4:26 5. Un-Break My Heart (Soul-Hex Sleep Beats) – 3:56 |

## Classements par pays
| Classement (1996)                       | Meilleure position |
| --------------------------------------- | ------------------ |
| Allemagne (Media Control AG)            | 2                  |
| Australie (ARIA)                        | 6                  |
| Autriche (Ö3 Austria Top 40)            | 1                  |
| Belgique (Flandre Ultratop 50 Singles)  | 2                  |
| Belgique (Wallonie Ultratop 50 Singles) | 1                  |
| Canada (RPM)                            | 1                  |
| Danemark (Tracklisten)                  | 2                  |
| Europe (Eurochart Hot 100)              | 1                  |
| Finlande (Suomen virallinen lista)      | 5                  |
| France (SNEP)                           | 8                  |
| Irlande (IRMA)                          | 2                  |
| Italie (FIMI)                           | 7                  |
| Norvège (VG-lista)                      | 2                  |
| Nouvelle-Zélande (RMNZ)                 | 18                 |
| Pays-Bas (Nederlandse Top 40)           | 2                  |
| Royaume-Uni (UK Singles Chart)          | 2                  |
| Suède (Sverigetopplistan)               | 1                  |
| Suisse (Schweizer Hitparade)            | 1                  |
| États-Unis (Hot 100)                    | 1                  |
| États-Unis (R&B/Hip-Hop Songs)          | 2                  |
| États-Unis (Adult Contemporary)         | 1                  |
| États-Unis (Dance Club Songs)           | 1                  |

| Pays (1996)         | Position |
| ------------------- | -------- |
| Allemagne           | 83       |
| Pays-Bas            | 10       |
| Suède               | 9        |
| États-Unis          | 81       |
| Pays (1997)         | Position |
| Allemagne           | 14       |
| Australie           | 34       |
| Autriche            | 6        |
| Belgique (Flandre)  | 13       |
| Belgique (Wallonie) | 8        |
| Canada              | 32       |
| France              | 29       |
| Suède               | 17       |
| Suisse              | 7        |
| États-Unis          | 4        |

| Pays (1999) | Position |
| ----------- | -------- |
| États-Unis  | 4        |

### Certifications
| Pays        | Certification |
| ----------- | ------------- |
| Allemagne   | Or            |
| Australie   | Platine       |
| Autriche    | Or            |
| France      | Or            |
| Norvège     | 2 × Platine   |
| Pays-Bas    | Platine       |
| Royaume-Uni | Platine       |
| Suède       | Or            |
| Suisse      | Or            |
| États-Unis  | Platine       |

## Historique de sortie
| Pays       | Date             | Format                 |
| ---------- | ---------------- | ---------------------- |
| Europe     | 10 juillet 1996  | CD single, Maxi single |
| États-Unis | 11 novembre 1996 | EP remix               |

## Compléments